# Premi e riconoscimenti di Rosalía
Premi e riconoscimenticantante spagnola Rosalía, tra cui due Grammy, undici Latin Grammy (seconda artista donna più premiata di sempre a pari merito con Shakira), quattro Video Music Award e un Europe Music Award.

## Premi

### American Music Awards
| Anno | Ricevente                          | Categoria                        | Risultato   | Nota |
| ---- | ---------------------------------- | -------------------------------- | ----------- | ---- |
| 2020 | Se stessa                          | Miglior artista femminile latina | Candidato/a |      |
| 2021 | Se stessa                          | Miglior artista femminile latina | Candidato/a |      |
| 2021 | La noche de anoche (con Bad Bunny) | Miglior canzone latina           | Candidato/a |      |
| 2022 | Se stessa                          | Miglior artista femminile latina | Candidato/a |      |
| 2022 | Motomami                           | Miglior album latino             | Candidato/a |      |

### BBC Sound of...
| Anno | Ricevente | Categoria         | Risultato | Nota  |
| ---- | --------- | ----------------- | --------- | ----- |
| 2019 | Se stessa | BBC Sound of 2019 | Quinta    | [ 1 ] |

### Billboard

#### BillboardLatin Music Awards
| Anno | Ricevente                          | Categoria                                     | Risultato       | Nota  |
| ---- | ---------------------------------- | --------------------------------------------- | --------------- | ----- |
| 2019 | Se stessa                          | Artista femminile dell'anno                   | Candidato/a     | [ 2 ] |
| 2019 | El mal querer                      | Album pop latino dell'anno                    | Candidato/a     | [ 2 ] |
| 2020 | Con altura                         | Miglior canzone pop latino dell'anno          | Candidato/a     |       |
| 2020 | Yo x ti, tú x mí                   | Miglior canzone pop latino dell'anno          | Candidato/a     |       |
| 2021 | Se stessa                          | Artista femminile di canzoni latine dell'anno | Candidato/a     |       |
| 2021 | La noche de anoche (con Bad Bunny) | Canzone latina vocale dell'anno               | Candidato/a     |       |
| 2022 | Motomami                           | Album pop latino dell'anno                    | Vincitore/trice |       |
| 2022 | Se stessa                          | Artista femminile di album latini dell'anno   | Candidato/a     |       |
| 2022 | Se stessa                          | Artista femminile di canzoni latine dell'anno | Candidato/a     |       |

#### BillboardMusic Awards
| Anno | Ricevente | Categoria                        | Risultato   | Nota |
| ---- | --------- | -------------------------------- | ----------- | ---- |
| 2021 | Se stessa | Miglior artista femminile latina | Candidato/a |      |
| 2022 | Se stessa | Miglior artista femminile latina | Candidato/a |      |

#### BillboardWomen In Music
| Anno | Ricevente | Categoria        | Risultato       | Nota  |
| ---- | --------- | ---------------- | --------------- | ----- |
| 2019 | Se stessa | Stella emergente | Vincitore/trice | [ 3 ] |

### BreakTudo Awards
| Anno | Ricevente  | Categoria            | Risultato   | Nota  |
| ---- | ---------- | -------------------- | ----------- | ----- |
| 2019 | Se stessa  | Stella emergente     | Candidato/a | [ 4 ] |
| 2019 | Con altura | Video boom dell'anno | Candidato/a | [ 4 ] |
| 2019 | Con altura | Hit internazionale   | Candidato/a | [ 4 ] |

### Grammy Awards
| Anno | Ricevente                                  | Categoria                                      | Risultato       | Nota  |
| ---- | ------------------------------------------ | ---------------------------------------------- | --------------- | ----- |
| 2020 | El mal querer                              | Miglior album rock latino, urban o alternativo | Vincitore/trice | [ 5 ] |
| 2020 | Se stessa                                  | Miglior artista esordiente                     | Candidato/a     | [ 5 ] |
| 2023 | Motomami                                   | Miglior album rock latino o alternativo        | Vincitore/trice | [ 5 ] |
| 2023 | Motomami (Rosalía TikTok Live Performance) | Miglior lungometraggio musicale                | Candidato/a     | [ 5 ] |

### iHeartRadio Music Awards
| Anno | Ricevente  | Categoria                              | Risultato       | Nota  |
| ---- | ---------- | -------------------------------------- | --------------- | ----- |
| 2020 | Con Altura | Miglior video musicale                 | Candidato/a     | [ 6 ] |
| 2020 | Se stessa  | Miglior nuovo artista pop latino/urban | Vincitore/trice | [ 6 ] |
| 2023 | Se stessa  | Miglior stile di tour musicale         | Candidato/a     |       |

### Latin American Music Awards
| Anno | Ricevente     | Categoria                   | Risultato   | Nota  |
| ---- | ------------- | --------------------------- | ----------- | ----- |
| 2019 | Se stessa     | Miglior artista esordiente  | Candidato/a | [ 7 ] |
| 2019 | Se stessa     | Artista femminile preferita | Candidato/a | [ 7 ] |
| 2019 | El mal querer | Album pop preferito         | Candidato/a | [ 7 ] |
| 2021 | TKN           | Video favorito              | Candidato/a |       |
| 2022 | Se stessa     | Artista femminile preferita | Candidato/a |       |

### Latin Grammy Awards
| Anno | Ricevente                                  | Categoria                            | Risultato       | Nota   |
| ---- | ------------------------------------------ | ------------------------------------ | --------------- | ------ |
| 2017 | Se stessa                                  | Miglior artista esordiente           | Candidato/a     | [ 8 ]  |
| 2018 | Malamente                                  | Miglior canzone alternativa          | Vincitore/trice | [ 9 ]  |
| 2018 | Malamente                                  | Miglior interpretazione urban fusion | Vincitore/trice | [ 9 ]  |
| 2018 | Malamente                                  | Registrazione dell'anno              | Candidato/a     | [ 9 ]  |
| 2018 | Malamente                                  | Canzone dell'anno                    | Candidato/a     | [ 9 ]  |
| 2018 | Malamente                                  | Miglior cortometraggio musicale      | Candidato/a     | [ 9 ]  |
| 2019 | El mal querer                              | Album dell'anno                      | Vincitore/trice | [ 10 ] |
| 2019 | El mal querer                              | Miglior album pop contemporaneo      | Vincitore/trice | [ 10 ] |
| 2019 | Con altura                                 | Miglior canzone urban                | Vincitore/trice | [ 10 ] |
| 2019 | Aute cuture                                | Registrazione dell'anno              | Candidato/a     | [ 10 ] |
| 2019 | Pienso en tu mirá                          | Miglior canzone pop                  | Candidato/a     | [ 10 ] |
| 2020 | Yo x ti, tú x mí                           | Miglior performance urban fusion     | Vincitore/trice | [ 11 ] |
| 2020 | Yo x ti, tú x mí                           | Miglior canzone urban                | Vincitore/trice | [ 11 ] |
| 2020 | TKN                                        | Miglior cortometraggio musicale      | Vincitore/trice | [ 11 ] |
| 2020 | Dolerme                                    | Miglior canzone pop/rock             | Candidato/a     | [ 11 ] |
| 2022 | Motomami                                   | Album dell'anno                      | Vincitore/trice |        |
| 2022 | Motomami                                   | Miglior album alternativo            | Vincitore/trice |        |
| 2022 | Motomami                                   | Miglior confezione di registrazione  | Vincitore/trice |        |
| 2022 | Hentai                                     | Canzone dell'anno                    | Candidato/a     |        |
| 2022 | Hentai                                     | Miglior canzone alternativa          | Candidato/a     |        |
| 2022 | Hentai                                     | Miglior cortometraggio musicale      | Candidato/a     |        |
| 2022 | La fama                                    | Registrazione dell'anno              | Candidato/a     |        |
| 2022 | Motomami (Rosalía Tiktok Live Performance) | Miglior lungometraggio musicale      | Candidato/a     |        |
| 2023 | Despechá                                   | Registrazione dell'anno              | Candidato/a     |        |

### Los40 Music Awards
LOS40 Music Awards è una cerimonia di premiazione ospitata ogni anno dal canale radiofonico spagnolo Los 40. Rosalía ha ricevuto quattro nomination.
| Anno | Ricevente     | Categoria         | Risultato       | Nota   |
| ---- | ------------- | ----------------- | --------------- | ------ |
| 2019 | El Mal Querer | Album dell'anno   | Candidato/a     | [ 12 ] |
| 2019 | Se stessa     | Artista dell'anno | Vincitore/trice | [ 12 ] |
| 2019 | Con altura    | Los40 Global Show | Vincitore/trice | [ 12 ] |
| 2019 | Con altura    | Video dell'anno   | Candidato/a     | [ 12 ] |

### MTV

#### MTV Europe Music Awards
Gli MTV Europe Music Awards si sono tenuti per la prima volta nel 1994. Ideati da MTV Europe per premiare i video musicali di artisti europei ed internazionali. Rosalía ha vinto un premio su undici candidature.
| 2018 | Se stessa                                  | Miglior artista spagnola        | Candidato/a     | [ 13 ] |      |           |                        |             |  |
| 2019 | Con altura                                 | Miglior collaborazione          | Vincitore/trice | [ 14 ] |      |           |                        |             |  |
| 2019 | Con altura                                 | Miglior video                   | Candidato/a     | [ 14 ] |      |           |                        |             |  |
| 2019 | Se stessa                                  | Miglior look                    | Candidato/a     | [ 14 ] |      |           |                        |             |  |
| 2019 | Se stessa                                  | Miglior artista MTV Push        | Candidato/a     | [ 14 ] | 2021 | Se stessa | Miglior artista latina | Candidato/a |  |
| 2022 | Se stessa                                  | Artista dell'anno               | Candidato/a     |        |      |           |                        |             |  |
| 2022 | Se stessa                                  | Miglior artista spagnola        | Candidato/a     |        |      |           |                        |             |  |
| 2022 | Se stessa                                  | Miglior artista latina          | Candidato/a     |        |      |           |                        |             |  |
| 2022 | Despechá                                   | Miglior canzone                 | Candidato/a     |        |      |           |                        |             |  |
| 2022 | Motomami (Rosalía Tiktok Live Performance) | Miglior lungometraggio musicale | Candidato/a     |        |      |           |                        |             |  |
| 2024 | New Woman                                  | Miglior collaborazione          | Vincitore/trice |        |      |           |                        |             |  |
| 2024 | New Woman                                  | Video dell'anno                 | Candidato/a     |        |      |           |                        |             |  |

#### MTV Millenial Awards
| Anno | Ricevente         | Categoria                               | Risultato   | Nota   |
| ---- | ----------------- | --------------------------------------- | ----------- | ------ |
| 2019 | Se stessa         | MIAW Artist                             | Candidato/a | [ 15 ] |
| 2019 | Se stessa         | Miglior artista femminile               | Candidato/a | [ 15 ] |
| 2019 | Con Altura        | Ship dell'anno (Miglior collaborazione) | Candidato/a | [ 15 ] |
| 2019 | Pienso en tu mirá | Video dell'anno                         | Candidato/a | [ 15 ] |

#### MTV Video Music Awards
Gli MTV Video Music Awards (abbreviati come VMAs) sono una manifestazione organizzata dall'emittente televisiva statunitense MTV, dove vengono premiati i migliori videoclip musicali e canzoni degli ultimi 12 mesi. Rosalía ha vinto 2 dei 4 premi per cui era candidata.
| Anno | Ricevente        | Categoria                  | Risultato       | Nota   |
| ---- | ---------------- | -------------------------- | --------------- | ------ |
| 2019 | Se stessa        | Miglior artista esordiente | Candidato/a     | [ 16 ] |
| 2019 | Con altura       | Miglior coreografia        | Vincitore/trice | [ 16 ] |
| 2019 | Con altura       | Miglior video latino       | Vincitore/trice | [ 16 ] |
| 2019 | Con altura       | Canzone dell'estate        | Candidato/a     | [ 16 ] |
| 2020 | A palé           | Miglior montaggio          | Candidato/a     |        |
| 2021 | Lo vas a olvidar | Miglior video latino       | Vincitore/trice |        |
| 2022 | Saoko            | Miglior montaggio          | Vincitore/trice |        |
| 2022 | La fama          | Miglior collaborazione     | Candidato/a     |        |
| 2022 | Bizcochito       | Canzone dell'estate        | Candidato/a     |        |
| 2023 | Despechá         | Miglior video latino       | Candidato/a     |        |

### Premios Juventud
Premios Juventud è una cerimonia di premiazione statunitense dove vengono premiate le celebrità di madrelingua spagnola attive nei campi del cinema, della musica, dello sport, della moda, e della cultura pop. Questa manifestazione è presentata e organizzata dal network statunitense Univision. Rosalía è stata nominata due volte.
| Anno | Ricevente  | Categoria                                                            | Risultato       |
| ---- | ---------- | -------------------------------------------------------------------- | --------------- |
| 2019 | Se stessa  | Nuova personalità negli Stati Uniti (New to the US, but big at home) | Vincitore/trice |
| 2019 | Con Altura | Miglior coreografia                                                  | Candidato/a     |

### Premios Lo Nuestro
| Anno | Ricevente | Categoria                                  | Risultato       | Nota   |
| ---- | --------- | ------------------------------------------ | --------------- | ------ |
| 2019 | Malamente | Video dell'anno                            | Candidato/a     | [ 17 ] |
| 2020 | Se stessa | Artista femminile dell'anno                | Candidato/a     | [ 17 ] |
| 2020 | Se stessa | Artista femminile rivoluzionario dell'anno | Vincitore/trice |        |

### Premios Odeón
I Premios Odeón sono stato organizzati per la prima volta nel 2020 da AGEDI (Asociación de Gestión de Derechos Intelectualesin) per premiare gli artisti spagnoli.
| Anno | Ricevente        | Categoria                 | Risultato       | Nota   |
| ---- | ---------------- | ------------------------- | --------------- | ------ |
| 2020 | El Mal Querer    | Album dell'anno           | Candidato/a     | [ 19 ] |
| 2020 | Se stessa        | Miglior artista femminile | Candidato/a     | [ 19 ] |
| 2020 | Con altura       | Miglior video musicale    | Vincitore/trice | [ 19 ] |
| 2020 | Malamente        | Miglior video musicale    | Candidato/a     | [ 19 ] |
| 2020 | Yo x Ti, Tu x Mi | Miglior video musicale    | Candidato/a     | [ 19 ] |
| 2020 | Con altura       | Canzone dell'anno         | Candidato/a     | [ 19 ] |
| 2020 | Malamente        | Canzone dell'anno         | Candidato/a     | [ 19 ] |
| 2020 | Milionària       | Canzone dell'anno         | Candidato/a     | [ 19 ] |
| 2020 | Yo x Ti, Tu x Mi | Canzone dell'anno         | Candidato/a     | [ 19 ] |

### Premios Ondas
I Premios Ondas sono stati organizzati per la prima volta nel 1954 da Radio Barcelona per riconoscere e premiare i professionisti dei settori delle trasmissioni radiofoniche e televisive, del cinema e dell'industria musicale.
| Anno | Ricevente | Categoria                   | Risultato       | Nota   |
| ---- | --------- | --------------------------- | --------------- | ------ |
| 2019 | Se stessa | Fenomeno musicale dell'anno | Vincitore/trice | [ 20 ] |

### Rober Awards Music Prize
| Anno | Ricevente        | Categoria                 | Risultato       | Nota   |
| ---- | ---------------- | ------------------------- | --------------- | ------ |
| 2017 | I See A Darkness | Miglior cover             | Candidato/a     | [ 21 ] |
| 2017 | Se stessa        | Miglior artista ispanico  | Candidato/a     | [ 21 ] |
| 2018 | Se stessa        | Miglior artista ispanico  | Vincitore/trice | [ 22 ] |
| 2018 | Se stessa        | Miglior artista pop       | Vincitore/trice | [ 22 ] |
| 2018 | Se stessa        | Miglior artista femminile | Candidato/a     | [ 22 ] |
| 2018 | El mal querer    | Album dell'anno           | Candidato/a     | [ 22 ] |
| 2018 | Malamente        | Miglior promo video       | Candidato/a     | [ 22 ] |
| 2018 | Malamente        | Canzone dell'anno         | Vincitore/trice | [ 22 ] |
| 2019 | Se stessa        | Miglior artista latino    | Vincitore/trice | [ 23 ] |
| 2019 | Se stessa        | Miglior artista pop       | Candidato/a     | [ 23 ] |
| 2019 | Se stessa        | Miglior artista live      | Candidato/a     | [ 23 ] |

### Teen Choice Awards
| Anno | Ricevente  | Categoria                 | Risultato   | Nota   |
| ---- | ---------- | ------------------------- | ----------- | ------ |
| 2019 | Se stessa  | Miglior artista emergente | Candidato/a | [ 24 ] |
| 2019 | Con Altura | Miglior canzone latina    | Candidato/a | [ 24 ] |

### UK Music Video Awards
| Anno | Ricevente         | Categoria                               | Risultato       | Nota   |
| ---- | ----------------- | --------------------------------------- | --------------- | ------ |
| 2017 | De Plata          | Miglior stile in un video               | Candidato/a     | [ 25 ] |
| 2018 | Malamente         | Miglior stile in un video               | Candidato/a     | [ 26 ] |
| 2018 | Malamente         | Miglior direzione artistica in un video | Candidato/a     | [ 26 ] |
| 2018 | Malamente         | Miglior video pop                       | Vincitore/trice | [ 26 ] |
| 2018 | Pienso en tu Mirá | Miglior video pop                       | Candidato/a     | [ 26 ] |
| 2019 | Aute cuture       | Miglior video pop                       | Candidato/a     | [ 27 ] |
| 2019 | De Aquí No Sales  | Miglior video pop                       | Vincitore/trice | [ 27 ] |
| 2019 | De Aquí No Sales  | Miglior stile in un video               | Candidato/a     | [ 27 ] |
| 2019 | Se stessa         | Miglior artista                         | Candidato/a     | [ 27 ] |

### Altri premi e candidature
| Anno | Premi               | Categoria                              | Ricevente          | Risultato       |
| ---- | ------------------- | -------------------------------------- | ------------------ | --------------- |
| 2017 | ABC Awards          | Miglior registrazione nazionale        | Los ángeles        | Vincitore/trice |
| 2017 | Time Out Awards     | Album dell'anno                        | Los ángeles        | Vincitore/trice |
| 2017 | Glamour Awards      | Artista dell'anno                      | Los ángeles        | Vincitore/trice |
| 2018 | Ciutat de Barcelona | Premio Excellence                      | Se stessa          | Vincitore/trice |
| 2018 | Pitchfork Awards    | Video dell'anno                        | Malamente          | Vincitore/trice |
| 2019 | ARC Awards          | Miglior tournée di un artista catalano | El Mal Querer Tour | Vincitore/trice |
| 2019 | Enderrock Awards    | Miglior album non catalano             | El Mal Querer      | Vincitore/trice |
| 2019 | Premios Telehit     | Miglior video Urban                    | Con Altura         | Vincitore/trice |
| 2019 | Premios Telehit     | Miglior canzone Urban                  | Con Altura         | Candidato/a     |
| 2019 | Premios Telehit     | Miglior artista solista femminile      | Se stessa          | Candidato/a     |